# Estación de Thomery
La estación de Thomery es una estación ferroviaria francesa de la línea París - Marsella, situada en la comuna de Fontainebleau, en el departamento de Seine-et-Marne, al sudeste de la capital. Por ella transitan trenes regionales además de la línea R del Transilien, marca comercial empleada por la SNCF para su red de trenes de cercanías en la región parisina.

## Historia
Fue puesta en marcha entre 1847 y 1855, en el marco de la línea París - Marsella, vía Dijon y Lyon, lo que la convierte en una de las líneas clásicas más importantes de la red. Fue explotada principalmente por la Compañía des chemins de fer de Paris à Lyon et à la Méditerranée hasta que en 1938 la actual SNCF se hizo con la totalidad de la red.

## Descripción
Se encuentra a unos 61 kilómetros al sudeste de París encajada en el Bosque de Fontainebleau en una zona poco concurrida. De hecho, apenas superaba los 200 pasajeros diarios en el 2009. Por ello, el vestíbulo de la estación está cerrado y tapiado y no hay personal de la SNCF presente habitualmente en el recinto. Aun así la estación, que se compone de dos andenes laterales y de dos vías, es algo más que un apeadero ya que posee paneles informativos, y un dispensador automático de billetes para el Transilien. 
Hasta abril del 2011 la estación no disponía de un paso subterráneo para acceder al otro andén, lo que implicaba cruzar las vías. Aun así existe un sistema de semáforos, situado al pie de las vías para avisar de la llegada de un tren ya que son varios los convoyes que pasan por la estación sin detenerse. 

## Servicios ferroviarios
- Trenes de cercanías:
  - Línea R.

- Trenes regionales: TER Borgoña.
  - Línea París - Migennes.